# Медаль Освобождённой Франции
Медаль Освобождённой Франции (фр. Médaille de la France libérée) — французская государственная награда. Учреждена 12 сентября 1947 года как медаль «Признательности освобождённой Франции», современное название введено указом 16 июня 1948 года.
Медалью награждено 13 469 человек.

## Описание
Аверс: Посредине контуры Франции с датой «1944» в центре, опоясанные цепью, разорванной на северо-западе и юго-востоке двумя взрывами, символизирующими места высадки союзников.
Реверс: Посредине вертикально стоящий ликторский пучок с надетым на него фригийским колпаком, по сторонам инициалы: RF (République Française — Французская Республика); надписи по окружности — вверху: LA FRANCE (Франция), внизу: A SES LIBERATEURS (своим освободителям).
Диаметр 35 мм. Бронза. Лента цветов двойной радуги, расположенных зеркально расцветке ленты медали Победы.
Гравёр Андре Риво (André Rivaud).